# 章旭昭
章旭昭（1927年—？），女，天津人，中国初等教育家，特级教师，曾任宣武师范学校附属第一小学教师，第三届全国人大代表，第五届全国政协委员。